# En stilla middag med familjen
En stilla middag med familjen var det lajv som för första gången kombinerade pjäser med den fria lajvformen. [källa behövs] Till skillnad från vanliga lajv där rollens handlingar är helt upp till spelaren då lajvet börjat var samtliga roller hämtade ur pjäser och hade förutbestämda berättelser. Sammanlagt var det 38 roller från sju olika pjäser på temat den borgerliga familjen, som under en kväll spelade upp sina pjäser simultant runt en av karaktärernas födelsedagsfest. Det fanns ingen publik utan alla som deltog spelade en roll.
Arrangemanget sattes upp fyra gånger à två dagar per spel mellan den 17 - 25 augusti 2007 på Vängården Follökna med totalt cirka 150 deltagare.

## Pjäser
En stilla middags berättelse och roller byggde på sju olika pjäser: 
- Henrik Ibsen - Ett dockhem (Norge)
- Henrik Ibsen - Gengångare (Norge)
- Tove Jansson - Pappan och havet (Finland)
- Anne Charlotte Leffler - Sanna kvinnor (Sverige)
- August Strindberg - Fröken Julie (Sverige)
- August Strindberg - Leka med elden (Sverige)
- Thomas Vinterberg - Festen (Danmark)

## Genomförande
Lavjet utspelade sig i nutid och kretsade runt Thomas Vinterbergs Festen. En av karaktärerna, Helge, fyller 60 år och äldste sonen Christian håller ett tal om att fadern våldtog honom, och hans nu döda syster Linda, som barn. Gäster kom från de andra pjäserna och alla karaktärerna var ihopvävda genom tillagda relationer. Precis som på en vanlig fest inleddes den här och lajvet med fördrink kl. 15:00 på gräsmattan och med att värden Helge hälsade välkomna. 
För att de olika pjäserna skulle följa samma tempo var lajvet uppdelat i tre olika akter. 
- Akt I – Familjekuliss (kl. 15:00-19:00)
- Akt II – En spricka i kristallen (19:00-24:00)
- Akt III – The demons are out (24:00-

Akt I gick åt att etablera relationer mellan rollerna, och hitta en känsla av hur det faktiskt är när det är bra. Den avbröts med att Christian höll sitt tal till förrätten. Det var signalen för att alla spelarna att gå vidare i sitt spel. Akt II fortsatte sedan till midnatt då den döda systerns Lindas brev läses upp, och vi närmar oss upplösningen i alla pjäserna. När pjäserna var slutspelade var det sedan upp till spelarna att gå och lägga sig.
Dagen efter hölls en avslutande diskussion i pjäsgrupperna om reflektioner från lajvet.

## Förberedelser
En uttalad målsättning med En stilla middag med familjen var att deltagarna inte skulle behöva förbereda sig innan de anlände till spelet. Deltagarna behövde alltså inte ha förberett sig innan, förutom att packa ned passande kläder för Helges 60-årskalas, enligt inbjudan, kavaj.
Alla förberedelser ägde istället rum på plats. Deltagarna anlände på kvällen dagen innan spelet och delades då upp i sina pjäsgrupper. Där förberedde de spelet genom att teambuilda, läsa pjäsen, improvisera scener, skapa relationer, sätta pjäsen i nutid med mera tillsammans med sin regissör. På förmiddagen innan spelat fortsatte förberedelserna genom övningar med hela ensemblen, mera tid i pjäsgrupperna samt även under övningar i tvärgrupperena. För att skapa en ensemble fanns även tvärgrupperna vilka svepte över pjäsgränserna.

## Spelmekanik
För att underlätta övergången från pjäs till lajv samt för att förstärka spelet använde En stilla middag med familjen flera olika spelmekaniker som verkade både i spel och i metaspelet Flera av dessa var hämtade från jeepform och friformsscenen och modifierade för att passa i denna större skala. Förmodligen har inget tidigare lajv använt spelmekanik och så flitigt som En stilla middag. Efter En stilla middag har många andra lajvarrangörer börjat använda liknande spelmekaniker i sina arrangemang.
Under en stilla middag kallades spelmekanikerna olyckligtvis för "metatekniker," vilket inte är en korrekt term eftersom inte alla hade att göra med metaspelet. För att undvika begreppsförvirring och att felaktig terminologi blir standard benämner vi dem här vid deras rätta namn, d.v.s. spelmekaniker.

### Blackbox
Blackboxen var inspirerad av Black Box Teater och genomfördes genom att ett helt renskalat rum användes som en normal friformsyta vilken var avgränsad från resterande spel. Detta möjliggjorde tids- och rumshopp och en chans för spelare att ta sig an tillfälliga roller utan att resten av spelet utanför stördes. Spelet i Blackboxen styrdes av regissörerna och kunde initieras av dessa eller av spelarna, före eller under spel.
Blackboxmetoder har använts bland annat av Inkvisitionen på det stora lajvet Kastaria, I dårskapens spår 2008.

### Metatimmen
Metatimmen var en timme då spelarna får lämna bindningen till tiden och rummet och röra sig fritt i improvisationen för att pröva vad som hänt tidigare, vad som kan komma att hända och vad som skulle kunna hänt. Detta fördjupar spelet och ger fokus på relationer som inte finns utrymme för i vanligt spel.

### Monologrutor
En speciell plats där spelarna kunde ge uttryck för deras rolls inre känslor. Genom att alla spelare hör, men inte deras roller, kan det påverka spelet eller ge viktig information till andra spelare kring hur de ska vinkla spelet för bäst effekt.

### Regissörer
Regissörernas uppgift var att likt spelledare i Friform eller regissörerna i Teater vägleda spelarna och få dem att göra sitt yttersta. De ansvarade för berättelsen och att spelarna inte improviserade sig för långt ifrån huvudspåret. De hade många verktyg till sin hjälp bland annat:
- Beröring för att skapa känsla, styra eller stänga in
- Ord för att inspirera, omdirigera eller distrahera
- Manipulation av omgivningen
- Påminnelser/sufflering vid missad handling

Detta baserar sig på metoder även från tidigare lajv som Knappnålshuvudet 1999 och OB7 2002. Detta har efter En stilla middag med familjen utvecklats vidare på arrangemang som Vändpunkter 2007 och Med Sartre mot helvetet 2008.

## Arrangörer
Föreningen Sec, genom Anna Westerling, Anders Hultman, Tobias Wrigstad, Anna-Karin Linder, Elsa Helin och Patrik Balint.

## Finansiering
Arrangemanget finansierades av Allmänna arvsfonden, Nordisk kulturfond, Stockholms läns landsting, Sverok Stockholm, Sverok Svealand samt Gunvor och Josef Anérs stiftelse.

## Press
- Amatörteaterns riksförbunds tidning Teaterforum nr 3 2007.
- Sveriges roll- och konfliktspelsförbunds tidning Signaler nr 53 april/maj 2007 och nr 56 december 2007.
- Hyperions förbundstidning 2007.